# Jon Cassar
Pour les articles homonymes, voir Cassar.
Jon Cassar, né le 27 avril 1958 à Malte, est un réalisateur de télévision canado-maltais, et producteur de télévision.

## Biographie
Il est diplômé au Collège Algonquin à Ottawa en Ontario au Canada. Il est le producteur et réalisateur des saisons 1 à 7 du feuilleton 24 heures chrono. En 2006, il gagne le Primetime Emmy Award de la meilleure réalisation pour une série télévisée dramatique pour son travail dans 07h00 - 08h00 (épisode de 24 heures chrono, saison 5). Il est un des cofondateurs du Motion Picture Industry Charitable Alliance.

## Filmographie

### Producteur

#### Cinéma
- 2015 : Forsaken

#### Séries télévisées
- 2004-2009 : 24 heures chrono
- 2007 : 24: Day 6 Debrief (en)
- 2008 : 24 heures chrono : Redemption
- 2011 : Les Kennedy (The Kennedys)
- 2011 : Terra Nova
- 2015 : Wicked City

### Réalisateur

#### Cinéma
- 1995 : The Final Goal
- 1998 : The Ultimate Weapon
- 2015 : Forsaken, retour à Fowler City
- 2016 : When the Bough Breaks

#### Téléfilms
- 1997 : Les Guerriers de l'ombre (Assault on Devil's Island)
- 1998 : CHiPs '99 (en)
- 1999 : Les Guerriers de l'ombre 2 (Shadow Warriors II: Hunt for the Death Merchant)
- 2001 : SOS Vol 534 (Rough Air: Danger on Flight 534)
- 2001 : Danger en haute mer (en)
- 2007 : Company Man
- 2008 : 24 heures chrono : Redemption (24: Redemption)
- 2009 : Washington Field

#### Séries télévisées
- 1992-1996 : Le Justicier des ténèbres (Forever Knight)
- 1994-1996 : Kung Fu, la légende continue (Kung Fu: The Legend Continues)
- 1995 : Alice et les Hardy Boys (Nancy Drew)
- 1995 : Pointman (en)
- 1995 : Les Frères Hardy (The Hardy Boys)
- 1996 : Un tandem de choc (Due South)
- 1996-1997 : Un privé à Malibu (Baywatch Nights)
- 1997 : FX, effets spéciaux (F/X: The Series)
- 1997-2001 : Nikita
- 1999 : Amazon
- 1999 : Profiler
- 2000 : Psi Factor, chroniques du paranormal
- 2000 : Code Eternity (Code Name: Eternity)
- 2000 : Tessa à la pointe de l'épée (Queen of Swords)
- 2000-2001 : Sheena, Reine de la Jungle
- 2001-2002 : Mutant X
- 2002 : Street Time (it)
- 2002 : Dead Zone (The Dead Zone)
- 2002-2014 : 24 heures chrono
- 2009 : Esprits criminels (Criminal Minds)
- 2009-2012 : Fringe
- 2010 : Human Target : La Cible
- 2011 : Les Kennedy (The Kennedys)
- 2011 : Terra Nova
- 2012 : Touch
- 2012 : Continuum
- 2012 : Daybreak
- 2012 : Person of Interest
- 2012-2013 : Revolution
- 2013 : Nikita
- 2015 : Between
- 2015 : Wicked City
- 2017 : The Orville

### Cadreur

#### Cinéma
- 1989 : Une journée de fous (The Dream Team) de Howard Zieff
- 1989 : Termini Station (en) de Allan King
- 1989 : Millennium de Michael Anderson
- 1991 : Popcorn de Mark Herrier et Alan Ormsby (en)
- 1991 : Murder Blues de Anders Palm
- 1991 : La Vengeance du loup (en) (Clearcut) de Ryszard Bugajski
- 1992 : Le Feu sur la glace (The Cutting Edge) de Paul Michael Glaser
- 1992 : Hurt Penguins de Robert Bergman et Myra Fried
- 1994 : PCU (en) de Hart Bochner
- 1994 : Descente à Paradise (Trapped in Paradise) de George Gallo
- 1994 : Mouvements du désir de Léa Pool

#### Téléfilms
- 1992 : New York, alerte à la peste (en) (Quiet Killer) de Sheldon Larry
- 1993 : Ghost Mom de Dave Thomas

#### Séries télévisées
- 1986-1987 : Sharon, Lois & Bram's Elephant Show (en)
- 1989 : Alfred Hitchcock présente
- 1989-1990 : War of the Worlds
- 1991 : Un privé sous les tropiques (Sweating Bullets ou Tropical Heat)
- 1991-1993 : Les Contes d'Avonlea (Road to Avonlea)
- 1992-1993 : Le Justicier des ténèbres (Forever Knight)